# Thalassema ochotica
Thalassema ochotica is een lepelworm uit de familie Thalassematidae.
De wetenschappelijke naam van de soort werd in 1961 gepubliceerd door Pergament, T.S..